# Charlotte Murray
Lady Charlotte Murray, duchessa di Atholl, suo jure VIII baronessa Strange (Atholl, 13 ottobre 1731 – Glasgow, 13 ottobre 1805), è stata una nobildonna scozzese.

## Biografia
Era l'unica figlia superstite di James Murray, II duca di Atholl, e della sua prima moglie, Lady Jane Frederick, figlia di Thomas Frederick.

## Matrimonio
Sposò, il 23 ottobre 1753 a Dunkeld, il suo primo cugino John Murray (6 maggio 1729-5 novembre 1774), figlio di Lord George Murray. Ebbero undici figli:
- Lady Charlotte Murray (2 agosto 1754-4 aprile 1808);
- John Murray, IV duca di Atholl (30 giugno 1755-29 settembre 1830);
- Lord James Murray (5 dicembre 1757);
- George Murray (6 gennaio 1759);
- Lord George Murray (30 gennaio 1761-3 giugno 1803), sposò Anne Charlotte Grant, ebbero sette figli;
- Lord William Murray (20 marzo 1762-29 dicembre 1796), sposò Mary Anne Hodges, ebbero due figli;
- Lady Amelia Murray (3 luglio 1763-1818), sposò in prime nozze Thomas Ivie Cooke, non ebbero figli, e in seconde nozze Sir Richard Gamon, I Baronetto, ebbero una figlia;
- Lady Jane Murray (2 dicembre 1764-14 giugno 1846), sposò John Grosset Muirhead, non ebbero figli;
- Lord Henry Murray (13 giugno 1767-3 dicembre 1805), sposò Eliza Kent, ebbero sei figli;
- Lady Mary Murray (12 gennaio 1769-1814), sposò il reverendo George Martin, non ebbero figli;
- Lord Charles Murray-Aynsley (21 ottobre 1771-5 maggio 1808), sposò Alicia Mitford, ebbero quattro figli.

L'8 gennaio 1764, il padre di Charlotte morì. Suo marito, avrebbe dovuto essere l'erede del ducato, che si poteva ereditare solo per linea maschile; ma non era idoneo poiché suo padre aveva combattuto nell'insurrezione giacobita del 1745. Così, poco meno di un mese dopo, il 7 febbraio 1764, la Camera dei lord considerò John come il legittimo erede al titolo di suo zio e lui gli succederà come terzo duca di Atholl. Charlotte aveva ereditato la sovranità del Isola di Man alla morte del padre, ma la vendette al governo britannico, nel 1765, per £70.000 e una rendita annuale di £2.000.

## Morte
Morì il 13 ottobre 1805, giorno del suo 74º compleanno, a Barochey House, nei pressi di Glasgow e fu sepolta a Dunkeld.

## Ascendenza
|                                    |                    |                                             | Genitori                                   |  |  | Nonni |  |  | Bisnonni                             |  |  | Trisnonni                          |  |
|                                    |                    |                                             |                                            |  |  |       |  |  | 8. John Murray, I marchese di Atholl |  |  | 16. John Murray, I conte di Atholl |  |
|                                    |                    |                                             |                                            |  |  |       |  |  | 8. John Murray, I marchese di Atholl |  |  | 16. John Murray, I conte di Atholl |  |
|                                    |                    | 17. Jane Campbell                           |                                            |  |  |       |  |  | 8. John Murray, I marchese di Atholl |  |  |                                    |  |
| 4. John Murray, I duca di Atholl   |                    |                                             |                                            |  |  |       |  |  | 8. John Murray, I marchese di Atholl |  |  |                                    |  |
|                                    |                    | 9. Amelia Sophia Ann Stanley                | 18. James Stanley, VII conte di Derby      |  |  |       |  |  |                                      |  |  |                                    |  |
|                                    |                    | 9. Amelia Sophia Ann Stanley                | 18. James Stanley, VII conte di Derby      |  |  |       |  |  |                                      |  |  |                                    |  |
|                                    |                    | 9. Amelia Sophia Ann Stanley                | 19. Charlotte de La Trémoille              |  |  |       |  |  |                                      |  |  |                                    |  |
| 2. James Murray, II duca di Atholl |                    | 9. Amelia Sophia Ann Stanley                |                                            |  |  |       |  |  |                                      |  |  |                                    |  |
|                                    |                    | 10. William Douglas                         | 20. William Douglas, I marchese di Douglas |  |  |       |  |  |                                      |  |  |                                    |  |
|                                    |                    | 10. William Douglas                         | 20. William Douglas, I marchese di Douglas |  |  |       |  |  |                                      |  |  |                                    |  |
|                                    |                    | 10. William Douglas                         | 21. Mary Gordon                            |  |  |       |  |  |                                      |  |  |                                    |  |
| 5. Catherine Douglas               |                    | 10. William Douglas                         |                                            |  |  |       |  |  |                                      |  |  |                                    |  |
|                                    |                    | 11. Anne Hamilton, III duchessa di Hamilton | 22. James Hamilton, I duca di Hamilton     |  |  |       |  |  |                                      |  |  |                                    |  |
|                                    |                    | 11. Anne Hamilton, III duchessa di Hamilton | 22. James Hamilton, I duca di Hamilton     |  |  |       |  |  |                                      |  |  |                                    |  |
|                                    |                    | 11. Anne Hamilton, III duchessa di Hamilton | 23. Margaret Feilding                      |  |  |       |  |  |                                      |  |  |                                    |  |
| 1. Charlotte Murray                |                    | 11. Anne Hamilton, III duchessa di Hamilton |                                            |  |  |       |  |  |                                      |  |  |                                    |  |
|                                    | 12. John Frederick | 24. Christopher Frederick                   |                                            |  |  |       |  |  |                                      |  |  |                                    |  |
|                                    | 12. John Frederick | 24. Christopher Frederick                   |                                            |  |  |       |  |  |                                      |  |  |                                    |  |
|                                    | 12. John Frederick | 25. Mary Saunders                           |                                            |  |  |       |  |  |                                      |  |  |                                    |  |
| 6. Thomas Frederick                | 12. John Frederick |                                             |                                            |  |  |       |  |  |                                      |  |  |                                    |  |
|                                    |                    | 13. Mary Rouse                              | 26. Thomas Rouse                           |  |  |       |  |  |                                      |  |  |                                    |  |
|                                    |                    | 13. Mary Rouse                              | 26. Thomas Rouse                           |  |  |       |  |  |                                      |  |  |                                    |  |
|                                    |                    | 13. Mary Rouse                              | 27. Judith Moene                           |  |  |       |  |  |                                      |  |  |                                    |  |
| 3. Jane Frederick                  |                    | 13. Mary Rouse                              |                                            |  |  |       |  |  |                                      |  |  |                                    |  |
|                                    |                    | 14. Charles Maresco                         | 28. John Frederick Maresco                 |  |  |       |  |  |                                      |  |  |                                    |  |
|                                    |                    | 14. Charles Maresco                         | 28. John Frederick Maresco                 |  |  |       |  |  |                                      |  |  |                                    |  |
|                                    |                    | 14. Charles Maresco                         | 29. Mary Rous                              |  |  |       |  |  |                                      |  |  |                                    |  |
| 7. Leonora Maresco                 |                    | 14. Charles Maresco                         |                                            |  |  |       |  |  |                                      |  |  |                                    |  |
|                                    |                    | 15. Leonora Le Thieullier                   | 30. Jean Le Thieullier                     |  |  |       |  |  |                                      |  |  |                                    |  |
|                                    |                    | 15. Leonora Le Thieullier                   | 30. Jean Le Thieullier                     |  |  |       |  |  |                                      |  |  |                                    |  |
|                                    |                    | 15. Leonora Le Thieullier                   | 31. Jeanne de La Forterie                  |  |  |       |  |  |                                      |  |  |                                    |  |
|                                    |                    | 15. Leonora Le Thieullier                   |                                            |  |  |       |  |  |                                      |  |  |                                    |  |

| Controllo di autorità | VIAF (EN) 53118499 · ULAN (EN) 500084299 · LCCN (EN) n85099904 |